# Wolica (powiat hrubieszowski)
Wolica (dawn. Wolica Podhorecka) – wieś w Polsce położona w województwie lubelskim, w powiecie hrubieszowskim, w gminie Hrubieszów.
| SIMC    | Nazwa          | Rodzaj    |
| ------- | -------------- | --------- |
| 0889663 | Kolonia Wolica | część wsi |

W latach 1975–1998 miejscowość należała administracyjnie do województwa zamojskiego. 
Wieś stanowi sołectwo gminy Hrubieszów. Według Narodowego Spisu Powszechnego (III 2011 r.) liczyła 239 mieszkańców i była 26. co do wielkości miejscowością gminy Hrubieszów.

## Historia
Według Słownika geograficznego Królestwa Polskiego z roku 1893 – Wolica Nadgórecka wieś  i Wolica Podhorecka, wieś z folwarkiem w powiecie hrubieszowskim gminie i parafii Hrubieszów (odległy o 2 wiorsty). W r. 1884 folwark Wolica Podhorecka posiadał rozległość mórg 353 w tym: gruntów ornych i ogrodów mórg 227, łąk mórg 81, lasu mórg 37, nieużytków mórg 8. Budynków murowanych było 9, drewnianych 4, pokłady torfu w okolicy. Wieś Wolica osad 34 z gruntem mórg 205.  W r. 1827 w Wolicy Nadgóreckiej było 17 domów, 77 mieszkańców.